# New South Wales Open 1991
Il New South Wales Open 1991 è stato un torneo di tennis giocato sul cemento. È stata la 99ª edizione del torneo di Sydney, che fa parte della categoria World Series nell'ambito dell'ATP Tour 1991 e della categoria Tier III nell'ambito del WTA Tour 1991. Si è giocato al NSW Tennis Centre di Sydney in Australia dal 7 al 13 gennaio 1991.

## Campioni

### Singolare maschile
Guy Forget ha battuto in finale  Michael Stich con il punteggio di 6–3, 6–4.

### Singolare femminile
Jana Novotná ha battuto in finale  Arantxa Sánchez Vicario con il punteggio di 6–4, 6–2.

### Doppio maschile
Scott Davis /  David Pate hanno battuto in finale  Darren Cahill /  Mark Kratzmann con il punteggio di 3–6, 6–3, 6–2.

### Doppio femminile
Arantxa Sánchez /  Helena Suková hanno battuto in finale  Gigi Fernández /  Jana Novotná con il punteggio di 6–1, 6–4.